# مئة مرقش ومرقش (رواية)
رواية المائة مرقط ومرقط أو 101 كلب دلماسي، هي رواية للأطفال، وهي من بنات أفكار الروائية دودي سميث.

## احداث الرواية
وتدورأحداثها عن مجموعة من الكلاب المرقطة.حيث كان هنالك زوجان يملكان كلبين مرقطين، حضروا أحد الأيام إلى مأدبة عشاء بدون كلابهم حيث عبّرت صاحبة الضيافة عن كرهها للحيوانات منذ فترة ففضلوا عدم إصطحابهم معهم، وعند عودتهم تفاجأوا باختفاء كلابهم.
ولاحقاً من خلال تعاون الحيوانات مع بعضها والتواصل عبر نباح الكلاب والذي شبهه الكاتب بالمنارات التي توضح الموقف للآخرين، فاجتمت حيوانات وكلاب المدينة لتحرير الكلاب المختطفة، وعندما تم تحريرهم اكتشفوا أن الكلاب الموجودة هي 97 كلب من الكلاب المرقطة، تم اختطافهم أو تم شراؤها بصورة شرعية من مالكيها، وكان الهدف من تجميعها هو سلخ جلودها وتحويلها إلى معطف مرقط من جلد هذه الكلاب.
لهذا قام الزوجان بتهريب الكلاب واحتفظوا بهم في بيتهم، وفي النهاية تزاوج الكلبين الموجودين عند الزوجين وولدوا 4 كلاب مرقطة ليصبح عدد الكلاب جميعا 101 مرقط.

## في السينما والتلفزيون
- مئة مرقش ومرقش